# God Save Our Solomon Islands
God Save Our Solomon Islands este imnul național din Insulele Solomon.